# Malhac (Alier)
Maillet és un municipi francès, situat al departament de l'Alier i a la regió d'Alvèrnia-Roine-Alps. L'any 2007 tenia 374 habitants.

## Demografia

### Població
El 2007 la població de fet de Maillet era de 374 persones. Hi havia 141 famílies de les quals 45 eren unipersonals (33 homes vivint sols i 12 dones vivint soles), 42 parelles sense fills, 50 parelles amb fills i 4 famílies monoparentals amb fills.
La població ha evolucionat segons el següent gràfic:
Habitants censats

### Habitatges
El 2007 hi havia 183 habitatges, 143 eren l'habitatge principal de la família, 20 eren segones residències i 20 estaven desocupats. 181 eren cases i 2 eren apartaments. Dels 143 habitatges principals, 103 estaven ocupats pels seus propietaris, 26 estaven llogats i ocupats pels llogaters i 15 estaven cedits a títol gratuït; 1 tenia una cambra, 5 en tenien dues, 28 en tenien tres, 43 en tenien quatre i 66 en tenien cinc o més. 111 habitatges disposaven pel capbaix d'una plaça de pàrquing. A 65 habitatges hi havia un automòbil i a 65 n'hi havia dos o més.

### Piràmide de població
La piràmide de població per edats i sexe el 2009 era:
| Homes | Edats   | Dones |
| ----- | ------- | ----- |
| 0     | 95 o +  | 0     |
| 0     | 90 a 94 | 0     |
| 4     | 85 a 89 | 4     |
| 4     | 80 a 84 | 4     |
| 0     | 75 a 79 | 8     |
| 12    | 70 a 74 | 8     |
| 8     | 65 a 69 | 8     |
| 8     | 60 a 64 | 4     |
| 4     | 55 a 59 | 0     |
| 4     | 50 a 54 | 4     |
| 8     | 45 a 49 | 16    |
| 4     | 40 a 44 | 4     |
| 40    | 35 a 39 | 32    |
| 8     | 30 a 34 | 20    |
| 8     | 25 a 29 | 4     |
| 0     | 20 a 24 | 16    |
| 4     | 15 a 19 | 4     |
| 4     | 10 a 14 | 20    |
| 16    | 5 a 9   | 16    |
| 8     | 0 a 4   | 20    |

## Economia
El 2007 la població en edat de treballar era de 240 persones, 182 eren actives i 58 eren inactives. De les 182 persones actives 156 estaven ocupades (89 homes i 67 dones) i 24 estaven aturades (14 homes i 10 dones). De les 58 persones inactives 11 estaven jubilades, 20 estaven estudiant i 27 estaven classificades com a «altres inactius».

### Ingressos
El 2009 a Maillet hi havia 143 unitats fiscals que integraven 352,5 persones, la mediana anual d'ingressos fiscals per persona era de 14.409 €.

### Activitats econòmiques
Dels 13 establiments que hi havia el 2007, 1 era d'una empresa extractiva, 4 d'empreses de construcció, 1 d'una empresa de comerç i reparació d'automòbils, 2 d'empreses d'hostatgeria i restauració, 1 d'una empresa d'informació i comunicació, 1 d'una empresa immobiliària, 1 d'una empresa de serveis, 1 d'una entitat de l'administració pública i 1 d'una empresa classificada com a «altres activitats de serveis».
Dels 7 establiments de servei als particulars que hi havia el 2009, 1 era una funerària, 4 guixaires pintors, 1 fusteria i 1 restaurant.
L'any 2000 a Maillet hi havia 24 explotacions agrícoles que ocupaven un total de 1.650 hectàrees.

## Equipaments sanitaris i escolars
El 2009 hi havia una escola elemental integrada dins d'un grup escolar amb les comunes properes formant una escola dispersa.

## Poblacions més properes
El següent diagrama mostra les poblacions més properes.